# Щадрениха
Щадрениха (рос. Щадрениха) — присілок в Бежецькому районі Тверської області Російської Федерації.
Населення становить 12 осіб. Входить до складу муніципального утворення Житищенське сільське поселення.

## Історія
Від 2005 року входить до складу муніципального утворення Житищенське сільське поселення.

## Населення
| 2008 | 2010 |
| ---- | ---- |
| 12   | →12  |